# Thomas Britten
Thomas Johnson Britten (* 6. März 1858 in Byton; † 24. Oktober 1910 in Johannesburg) war ein walisisch-englischer Fußballspieler und Bergbauingenieur.

## Karriere und Leben
Thomas Britten wurde im ländlichen Herefordshire in England als Sohn von Charles Britten und dessen Ehefrau Mary Ann Jeffries geboren. Er wuchs nach seiner Geburt in der nächstgelegenen Stadt Presteigne jenseits der walisischen Grenze auf. Nach seiner Ausbildung an der Doncaster Grammar School kam er 1874 nach Glasgow, um eine Ingenieurslehre zu absolvieren, und arbeitete vier Jahre lang in Govan und Linthouse. Als er Glasgow verließ, arbeitete er in Grantham und später in Liverpool und London. Britten wanderte 1887 während des Südafrikanischen Goldrauschs als beratender Ingenieur für das Maschinenbau-Unternehmen Richard Hornsby & Sons nach Südafrika aus. Im selben Jahr wurde er Gründungsmitglied des Rand Clubs für Gentlemens. Er errichtete viele Reduktionsanlagen am Witwatersrand, unter anderem in Roodepoort. Im September 1889 gab er seine Position bei Hornsby auf und begann als beratender Ingenieur für verschiedene Unternehmen zu arbeiten, bis er im Juli 1893 zum Generaldirektor der Wolhuter Gold Mine in Johannesburg ernannt wurde. Er gab diese Position 1903 auf und wurde beratender Ingenieur von Abe Bailey, wo er mindestens bis 1908 blieb. Brittens patentierter Zerstäuber wurde mit dem ersten Preis in Höhe von 500 Pfund Sterling und einer Goldmedaille im weltweit offenen Wettbewerb der „Transvaal Chamber of Mines“ zur Verhinderung von Schwindsucht bei Bergleuten ausgezeichnet. Diese Vorrichtung zur Verringerung des beim Schießen (Bohr- oder Sprengarbeiten im Bergbau) entstehenden Staubs wurde 1904 in den Vereinigten Staaten patentiert.
Er starb 1910 in Johannesburg im Alter von 52 Jahren und hinterließ seine Frau Cecilia (* 1865, geborene Botha), die er im Juni 1888 in Greytown, KwaZulu-Natal geheiratet hatte, und zwei Kinder, davon mindestens eine Tochter (* 1889).

### Fußball
Am 23. März 1878 absolvierte er bei einer 0:9-Niederlage von Wales gegen Schottland sein erstes Länderspiel, das bis heute (Stand 2024) die höchste Niederlage von Wales darstellt. Der zu dieser Zeit 20-jährige Stürmer wurde ausgewählt, als er für den im Glasgower Stadtteil Govan ansässigen FC Parkgrove spielte. Parkgrove war für sein multiethnisches Team bekannt, wobei neben dem Waliser Britten die zwei schwarzen Spieler Robert Walker und Andrew Watson und der aus Niederländisch-Indien stammende Tommy Marten spielten, was in der Anfangszeit des Fußballs sehr ungewöhnlich war. Zwei Jahre später absolvierte Britten sein zweites und letztes Länderspiel, als er bei einem Verein aus Presteigne in Wales spielte. Sein letztes Spiel im Nationaltrikot ging im Hampden Park mit einer 1:5-Niederlage gegen Schottland verloren. In Südafrika spielte er mit den Wanderers und gewann den Transvaal Cup.